# Calochortus nuttallii
Calochortus nuttallii és una planta angiosperma vivaç del gènere Calochortus dins la família de les liliàcies, és una planta bulbosa endèmica de l'Oest dels Estats Units. És la flor estatal d'Utah.

## Distribució
És planta nativa de: Idaho, Montana, Wyoming, Dakota del Nord, Dakota del Sud, Nebraska, Nevada, Utah, Colorado, Arizona, i Nou Mèxic.

## Descripció
Calochortus nuttallii fa uns 15–45 cm d'alt i té les fulles linears. Al Parc Nacional del Bosc Petrificat es troba fossilitzada una forma amb els pètals grocs. Floreix a principi de l'estiu.

## Usos
Els amerindis com els hopi, havasupai, navajo, paiute, gosiute i ute consumien cuits els seus bulbs, llavors i flors. Avui dia és considerat un aliment de fam. Els hopi n'usaven les flors cerimonialment.
Es creu que els pioners mormons també consumien els bulbs com a darrer recurs si fallaven els seus cultius i que per això va ser designada oficialment flor estatal de Utah l'any 1911.
Calochortus nuttallii es cultiva com planta ornamental. Prefereix un sòl sorrenc i tolera les baixes temperatures.

## Galeria d'imatges

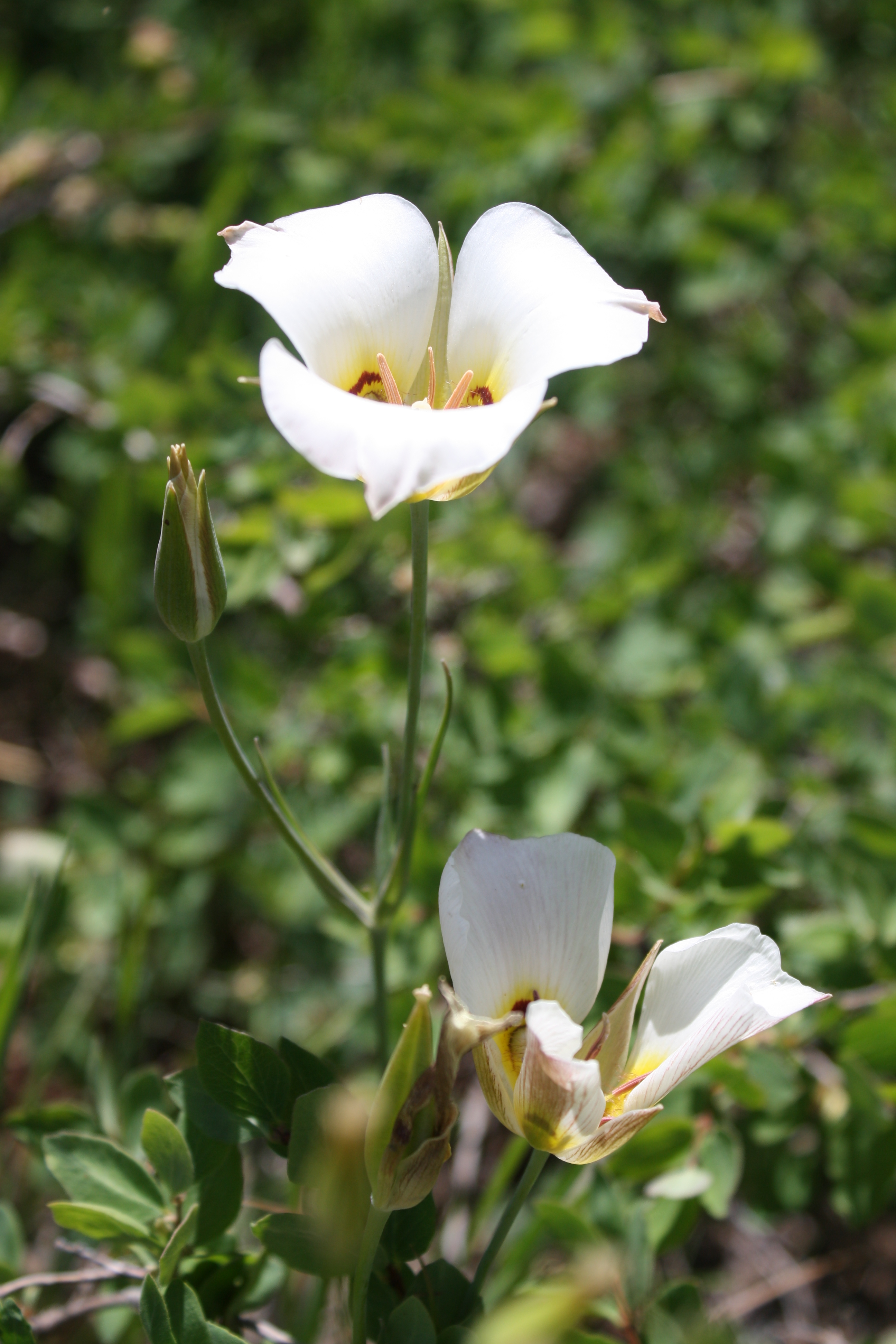
prop de Kolob Canyon a Zion National Park, Utah.
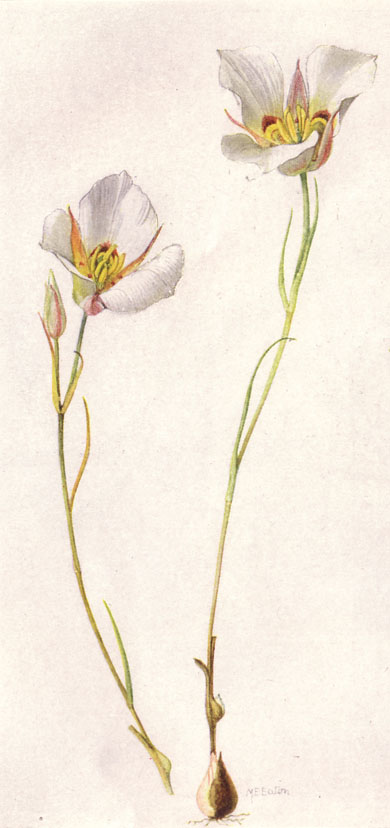
Pintura de Mary E. Eaton